# France Vivace
Pour les articles homonymes, voir Vivace.
France Vivace était une station de radio de Radio France créée en 2005 et disparue en 2010. Elle était diffusée par moyens numériques (internet et câble) ainsi que chaque nuit sur les ondes de France Musique.

## Histoire
France Vivace était une station de radio de musique classique lancée le 15 décembre 2005, en remplacement du programme Hector. Placée sous la tutelle de François Hudry, ses programmes sont présentés par des animateurs-producteurs qui composent et présentent eux-mêmes leur programme par séquences de 3 heures,,.
France Vivace est « interrompue » depuis le 30 août 2010. Le directeur de France Musique, Marc-Olivier Dupin, annonce alors sur le site internet de la station que serait désormais proposé sur France Musique un nouveau programme pour la nuit et pour la matinale, France Musique la Nuit, présenté par les anciens présentateurs de France Vivace,.